# Tocuyo (rijeka)
Tocuyo (špa. Río Tocuyo) je rijeka u sjeverozapadnom dijelu Venezuele. Rijeka izvire u Andama, pokraj planine Cendé, te s juga ulazi u saveznu državu Lara, te čini prirodnu granicu izmešu država Lara i Falcón. Južno od sela Churuguara počinje teći prema sjeveroistoku, kroz plodnu dolinu. Tocoyo se 3 km od mjesta El Tocuyo de la Costa, u zaljevu Triste, ulijeva u Karipsko more.

## Vanjske poveznice
|  | Zajednički poslužitelj ima još gradiva o temi Tocuyo (rijeka) |